# Wróg publiczny
Wróg publiczny (oryg. Enemy of the State) – film sensacyjny z 1998 roku w reżyserii Tony’ego Scotta.

## Opis fabuły
Wpływowy kongresmen Stanów Zjednoczonych (Jason Robards), który sprzeciwia się wprowadzeniu nowego prawa umożliwiającego nieskrępowaną inwigilację obywateli, zostaje zamordowany przez ambitnego urzędnika Agencji Bezpieczeństwa Narodowego, Thomasa Reynoldsa (Voight) i dwóch jego ludzi. Zbrodnię, która ma miejsce w parku, przypadkowo rejestruje kamera zajmującego się fotografowaniem przyrody Daniela Zavitza. Ludzie Reynoldsa trafiają na trop Zavitza, który zdążył odkryć zawartość kasety i ruszają za nim w pościg.
Uciekając Zavitz przypadkowo trafia na swego kolegę ze studiów, młodego prawnika Roberta Deana. Niepostrzeżenie wsuwa mu do torby z zakupami kasetę i uciekając ginie potrącony przez samochód.
Wkrótce życie nieświadomego Deana, cieszącego się szczęściem rodzinnym i sukcesem zawodowym, szybko się zmienia: nieoczekiwanie traci pracę; żona, której ktoś anonimowy podesłał kompromitujące zdjęcia, każe opuścić mu dom; jego karty kredytowe nagle przestają mieć pokrycie. Dean zdaje sobie powoli sprawę, że został wplątany w śmiertelnie groźną aferę, a jedynym jego sojusznikiem okazuje się enigmatyczny Brill (Hackman), dla którego współczesne techniki szpiegowskie zdają się nie mieć tajemnic. Tylko z jego pomocą Robert może oczyścić się z oskarżeń o zabójstwo, którego nie popełnił.

## Obsada
- Will Smith jako Robert Clayton Dean
- Gene Hackman jako Brill; Edward Lyle
- Jon Voight jako Thomas Brian Reynolds
- Lisa Bonet jako Rachel Banks
- Regina King jako Carla Dean
- Stuart Wilson jako Kongresmen Albert
- Ian Hart jako Bingham
- Laura Cayouette jako Christa Hawkins
- Scott Caan jako Jones
- Tom Sizemore jako Paulie Pintero (niewymieniony w czołówce)